# 朱德故居
朱德故居位于四川省南充市仪陇县城东的马鞍场郊，建于1820年，目前是四川全国重点保护文物单位之一。1886年12月1日，朱德诞生地在此，后来被地主强迫迁离。1980年7月7日列為四川省人民政府重新確定公布的第一批省級文物保護單位。1988年1月13日公佈為第三批全國重點文物保護單位。

## 紀念館
朱德故居紀念館於1978年12月13日經中共中央批准興建，1982年8月1日落成開館。鄧小平親筆題寫了館名。紀念館背臨馬鞍山，西向琳瑯山，建築採古典與現代建築相結合的格局，外觀古樸，內部具現代建築特色。主體建築包括門庭、迴廊、展廳、接待室、休息廳、紀念品展銷服務部，附屬建築包括職工宿舍、辦公室、文物庫房等。館內設有六個展廳，面積為780平方米，展線長186米。
第一展廳介紹了朱德青少年時代在家鄉的23年生活、學習、勞動的情況。第二展廳介紹了朱德同志討袁護國、參加辛亥革命的活動史。第三、第四展廳介紹南昌起義、湘南暴動、保衛井崗山革命根據地的龍源口戰鬥、四渡赤水、創建太行山抗日革命根據地以及指揮“三大戰役”時總司令朱德的形象。第五展廳展出了朱德建國以後領導軍隊建設、主持國務活動和回家鄉視察的情況。第六展廳是書畫禮品陳列廳。該廳展出了黨和國家領導人、全國名家緬懷讚頌朱德同志的書畫作品和禮品600餘件。
展廳陳列展覽實物500餘件，還有大量的照片、油畫、圖表等，反映了朱德為了民族解放，為了中華人民共和國的戰鬥人生。
為了表達人民對朱德的無限崇敬之情，1996年12月11日，朱德誕辰110週年之際，政府又在展廳內壩塑起了一尊高3.6米的朱德委員長漢白玉像。紀念館還修建了五個古典亭榭。其中“海量亭”、“丹心亭”、“山河志亭”分別取朱德“度量大如海”、“丹心為人民”、“大志壯山河”之意。此外，還有“滴翠亭”、“飲水思源亭”、“泰安亭”等。為了紀念朱德生前樂於種菜賞蘭，該館於1985年還建起名為“國香苑”的蘭草園，種植蘭草1000多個品種。
該館1994年被省委命名為“四川省青少年教育基地”，1995年又被省、市命名為“愛國主義教育基地”，1996年被國家教委總政、共青團中央等六部委命名為“全國中小學愛國主義教育基地”。